# Skawina (gmina)
Skawina est une gmina mixte du powiat de Cracovie, Petite-Pologne, dans le sud de Pologne. Son siège est la ville de Skawina, qui se situe environ 12 km au sud-ouest de la capitale régionale Cracovie.
La gmina couvre une superficie de 100,15 km2 pour une population de 41 445 habitants.

## Géographie
Outre la ville de Skawina, la gmina inclut les villages de Borek Szlachecki, Facimiech, Gołuchowice, Grabie, Jaśkowice, Jurczyce, Kopanka, Krzęcin, Ochodza, Polanka Hallera, Pozowice, Radziszów, Rzozów, Wielkie Drogi, Wola Radziszowska et Zelczyna.
La gmina borde la ville de Cracovie et les gminy de Brzeźnica, Czernichów, Kalwaria Zebrzydowska, Lanckorona, Liszki, Mogilany, Myślenice et Sułkowice.